# Parallelothrips separatus
Parallelothrips separatus (лат.) — ископаемый вид трипсов, единственный в составе рода †Parallelothrips из семейства Stenurothripidae. Меловой период, бирманский янтарь (Юго-Восточная Азия, Мьянма).

## Описание
Длина тела около 1 мм. Антенна с девятью члениками, III и IV антенномеры асимметричные, обратноконусообразной формы, толще дистальных члеников, каждый с коническим сенсорием с широким основанием. Голова сверху с поперечной исчерченностью у основания, щека закруглённая за сложным глазом. Сложный глаз удлинён вентрально. Переднеспинка шире головы, с полосчатой скульптурой в основании, усеяна правильными рядами щетинок как по переднему, так и по заднему краю, заднеугловые щетинки длинные и толстые. Среднеспинка не прилегает к переднеспинке, с отчётливым разделением сегментов. Переднее крыло узкое, с видимыми двумя продольными жилками и двумя поперечными жилками, поверхность крыла покрыта микротрихиями, бахромчатые реснички заднего края длиннее, чем переднего края, и вокруг крыла имеются слегка волнистые, волнистые удвоенные реснички. кончик. Заднее крыло почти прозрачное, поверхность покрыта микротрихиями, с одной отчётливой продольной жилкой. Брюшко 10-члениковое, в самом широком месте примерно равной ширине груди, у вершины с несколькими сильными щетинками; женские сегменты VIII—X конические, мужские X сегмент округлые.

## Таксономия и этимология
Вид был впервые описан в 2024 году энтомологами из Китая и США (Dawei Guo, Michael S. Engel, Chungkun Shih, Dong Ren) по типовому материалу (самка и самец) в куске бирманского янтаря (Меловой период, Мьянма) вместе с видом †Didymothrips abdominalis. Родовое название Parallelothrips представляет собой комбинацию древнегреческого прилагательного πᾰρᾰ́λληλος (parállēlos, что означает «параллельный») и древнегреческого существительного θρίψ (трипс, что означает «древесный червь»). Название относится к двум параллельным рядам краевых щетинок на переднеспинке. Видовой эпитет P. separatus — латинское причастие sēparātus, что означает «разделённый» или «отделённый» и относится к расстоянию между переднеспинкой и мезонотумом голотипа.